# Alborada Jaltenco
Alborada Jaltenco es una población del municipio de Jaltenco, uno de los municipios del Estado de México en México. Es una comunidad urbana y la más poblada del municipio. Según el censo del 2010 tiene una población total de 15 235.